# بل ای‌اچ-۱ سوپرکبرا
بِل اِی‌اِچ-۱جی/تی معروف به سی کُبرا (به انگلیسی: Bell AH-1J/T Super Cobra) و بِل اِی‌اِچ-۱دبلیو معروف به سوپر کبرا (به انگلیسی: Bell AH-1W Super Cobra)، یک بالگرد جنگنده دوموتورهٔ آمریکایی محصول شرکت بل هلیکوپتر است که برای نخستین بار در سپاه تفنگداران دریایی ایالات متحده آمریکا به کار گرفته شد. این بالگرد، برپایهٔ یک محصول تک‌موتوره به نام بل ای‌اچ-۱ کبرا ساخته شده‌است؛ و از این جهت با لقب تویین کبرا شناخته شد و مدت‌ها ستون فقرات سپاه تفنگداران دریایی آمریکا بود. این بالگرد در سال ۲۰۲۰ از سپاه تفنگداران دریایی آمریکا بازنشسته شد و جای خود را به محصول سوم از خانوادهٔ کبرا با کد Z به‌نام وایپر داد.
اولین نمونه‌های دوموتورهٔ بالگرد بل ای‌اچ-۱ کبرا به نام‌های بِل اِی‌اِچ-۱جی (به انگلیسی: AH-1J) و بِل اِی‌اِچ-۱تی (به انگلیسی: AH-1T) (نمونهٔ بهبودیافتهٔ AH-1J) معروف به سی کبرا (کبرای دریایی) مخصوص سپاه تفنگداران دریایی ایالات متحده آمریکا ساخته شد. نمونهٔ صادراتی ای اچ-۱جی به سی کبرا بین‌المللی معروف شد که در دهه ۵۰ شمسی ۱۸ فروند از آن به ارتش شاهنشاهی ایران فروخته شد ؛ خود دارای دو مدل با قابلیت شلیک و هدایت موشک‌های ضدتانک هدایت سیمی بی‌جی‌ام-۷۱ تاو معروف به "تاو کبرا" مجهز به سیستم هدف‌گیری و هدایت تلسکوپی ام-۶۹ این موشک‌ها در دماغهٔ بالگرد و نمونهٔ بدون قابلیت شلیک و هدایت این موشک‌های ضدتانک، معروف به "نان تاو" (به انگلیسی: Non TOW) بود .
۱۶۰ فروند از مدل نان تاو و ۶۲ فروند از مدل تاو بالگرد ای اچ-۱جی سی کبرا از سال ۱۹۷۴ توسط هوانیروز ارتش شاهنشاهی ایران با هدف مقابله با توان عظیم زرهی کشور عراق و شوروی به خدمت درآمد.نمونه‌های بعدی دو موتوره به ترتیب بِل اِی‌اِچ-۱دبلیو معروف به سوپر کبرا و آخرین و پیشرفته‌ترین نمونهٔ کبرا یعنی بِل اِی‌اِچ-۱زِد (به انگلیسی: AH-1Z) معروف به وایپر (افعی)  هستند. نمونهٔ بِل اِی‌اِچ-۱زد با نام زولو کبرا (به انگلیسی: Zulu Cobra) نیز شناخته می‌شود.

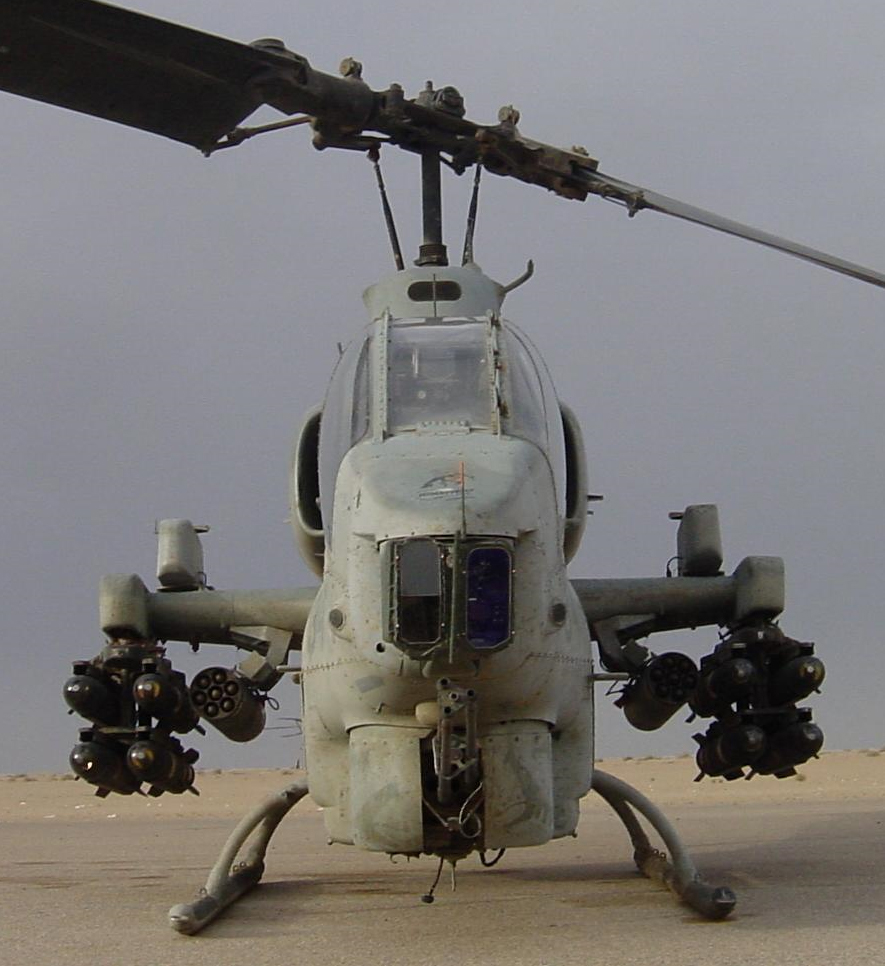
بالگرد AH-1W تفنگداران دریایی آمریکا مجهز به هشت موشک ضدتانک هدایت لیزری هل‌فایر

## پیشینهٔ عملیاتی

### ایران

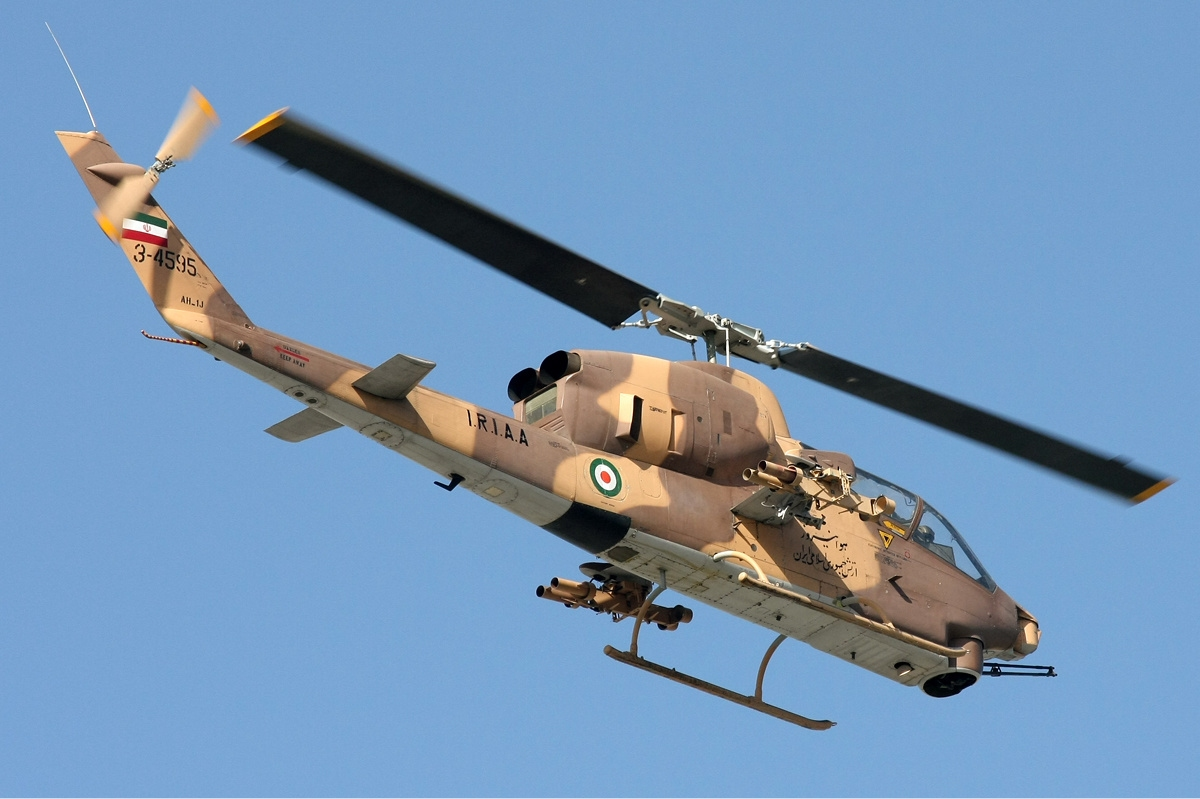
بالگرد ای‌اچ-۱جی هوانیروز ارتش جمهوری اسلامی ایران

ایران اولین مشتری خارجی هلیکوپتر کبرا بود. ارتش شاهنشاهی ایران، سی کبراهای دوموتورهٔ نیروی دریایی را به کبراهای تک‌موتورهٔ نیروی زمینی آمریکا ترجیح داد و در سال ۱۹۷۲ سفارش خرید ۲۲۲ فروند از مدل ارتقایافته‌ از اچ-۱جی را با عنوان «ای‌اچ-۱جی سی کبرا بین‌المللی» به شرکت بل داد. کبراهای ایرانی به موتور پرقدرت‌تر تی۴۰۰-دبلیو‌وی-۴۰۲ مجهز شده‌بودند و چرخ‌دنده‌های کاهش‌دهنده لگد هم بر روی برجک هلیکوپتر نصب شده‌بود.
سلاح برجک این کبراها هم مثل کبراهای نیروی دریایی، یک قبضه تیربار گاتلینگ ۲۰ میلی‌متری سه‌لول ام۱۹۷ بود که ظرفیت حمل ۷۵۰ گلوله برای آن در هلیکوپتر وجود داشت. کمک‌خلبان که نقش تیربارچی را هم ایفا می‌کرد از یک سیستم دید تثبیت‌شده و حتی یک صندلی تثبیت‌شده برای به حداقل رساندن لرزش بهره‌مند بود. ۶۲ فروند از کبراها هم به‌دلیل نصب سیستم هدف‌گیری و هدایت ام-۶۹ قابلیت شلیک موشک‌های ضدتانک بی‌جی‌ام-۷۱ تاو را داشتند که با نام "کبری تاو" شناخته می‌شدند و هر یک از آن‌ها می‌توانست حداقل چهار و حداکثر ۸ فروند از این موشک ضدزره هدایت سیمی را با خود حمل کند اما بقیه از این قابلیت بی‌بهره بودند و تنها به تیربار ۲۰ میلی‌متری و راکت‌های هایدرا ۷۰ متکی بودند که حداکثر ۳۸ عدد از آن‌ها در غلاف (لانچر) نصب‌شده روی دو بال بالگرد حمل می‌شد (کبراهای نان تاو)
کبراها با موفقیت قابل توجهی در طول جنگ ایران و عراق استفاده شدند. این هلیکوپترها علاوه بر انجام مأموریت‌های ضد تانک و پشتیبانی نزدیک هوایی درگیری‌های متعددی با بالگردهای میل -۲۴ نیروی هوایی عراق داشتند که اولین نبردهای هلیکوپتر به هلیکوپتر در یک جنگ واقعی محسوب می‌شوند. در منابع موجود، گزارش‌های کاملاً متناقضی از نتیجهٔ این درگیری‌ها ثبت شده‌است. بر اساس برخی منابع کبراها نرخ برتری ۱۰ بر یک در مقابل میل-۲۴ها داشتند اما منابع دیگری نوشته‌اند که در طول هشت سال جنگ، ده کبرا و شش میل-۲۴ در درگیری با یکدیگر سرنگون شدند و برخی منابع دیگر هم نبردهای آن‌ها را کاملاً پایاپای گزارش کرده‌اند. که در اغلب این نبردها پیروزی نصیب بالگردهای سی کبرا شده‌است. در طول جنگ، ایرانی‌ها برخی از کبراهای خود را به تجهیزات لازم برای شلیک موشک‌های هوا به زمین ماوریک مسلح کردند. ماوریک موشکی بسیار بزرگ‌تر و دوربردتر از تاو بود و در برخی عملیات‌ها از این موشک‌ها علیه اهداف عراقی استفاده شد. همچنین در سال ۱۹۸۸ دو میگ-۲۳ متعلق به شوروی، دو کبرای ایرانی را که وارد حریم هوایی افغانستان شده بودند، سرنگون کردند. کبراها همچنان در خدمت هوانیروز ارتش جمهوری اسلامی ایران باقی مانده‌اند و ارتقاهای متعددی نیز بر روی آن انجام شده‌است. تعدادی از کبراها به استاندارد پن‌ها ۲۰۹۱ ارتقا یافته‌اند.
ارتقاهای گزارش شده در پن‌ها ۲۰۹۱ عبارتند از:
- پانل‌های زره‌پوش جدید کابین خلبان
- سایه‌بان جدید، طراحی‌شده توسط ایران
- ارتباطات هوایی جدید (آیونیک)
- دوربین نصب‌شده در دماغه
- طراحی جدید کابین خلبان

### انهدام توسط جمهوری اسلامی ایران
ایران، گذشته از آن‌که از بزرگ‌ترین استفاده‌کنندگان این هلیکوپتر است، در جریان درگیری با آمریکا در سال ۱۳۶۷ نیز سه فروند از این هلیکوپترها را سرنگون کرد. یک فروند از این هلیکوپترها توسط ناوگروه ذوالفقار از نیروی دریایی سپاه پاسداران به فرماندهی نادر مهدوی و دو فروند دیگر توسط ناوچهٔ سبلان نیروی دریایی ارتش جمهوری اسلامی ایران سرنگون گردیدند.

## تسلیحات

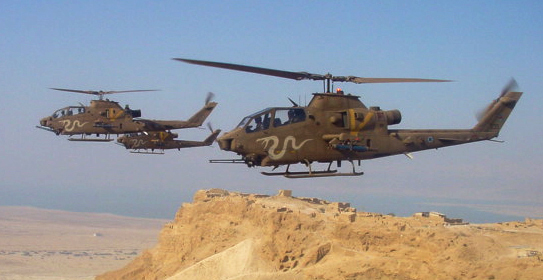
ای‌اچ-۱اف نیروی هوایی اسرائیل مجهز به موشک‌های ضدتانک بی‌جی‌ام-۷۱ تاو

تمامی مدل دوموتورهٔ اچ-۱جی/تی/دبلیو/زد مجهز به توپ بیست میلی‌متری سه‌لول چرخان گاتلینگ ام-۱۹۷ هستند. تمامی مدل‌های بالگرد کبرا می‌توانند به راکت‌های هدایت‌ناپذیر هایدرا ۷۰ در لانچرهای هفت‌تایی ام-۲۶۰ یا نونزده‌تایی ام-۲۶۱ مجهز بشوند.تمامی این مدل‌ها توانایی حمل و شلیک چهار یا هشت موشک ضدتانک هدایت سیمی بی‌جی‌ام-۷۱ تاو را دارند. البته لازم است ذکر شود اکثر مدل‌های ای‌اچ-۱جی به سیستم هدف‌گیری و هدایت تلسکوپی ام-۶۹ برای هدف‌گیری و هدایت موشک‌های ضدتانک بی‌جی‌ام-۷۱ تاو در قسمت دماغه مجهز نیستند و قابلیت حمل و شلیک این موشک‌ها را ندارند و به اختصار آن‌ها را "نان تاو" می‌خوانند.
مدل‌های ای‌اچ-۱دبلیو و ای‌اچ-۱زد توانایی حمل و شلیک چهار یا هشت موشک هدایت لیزری ضدتانک ای‌جی‌ام-۱۱۴ هل‌فایر و موشک‌های هوابه‌هوای ایم-۹ سایدوایندر را دارند.

## کاربران
ایالات متحده آمریکا
- تفنگداران دریایی ایالات متحده آمریکا

 ایران
- هوانیروز ارتش جمهوری اسلامی ایران و سپاه پاسداران انقلاب اسلامی

 تایوان
- ارتش تایوان

 کره جنوبی
- ارتش آمریکا

 ترکیه
- ارتش ترکیه

## مشخصات
مشخصات عمومی
- خدمه: ۲:نفر (CPG)
- طول: 53 ft 5 in (16.3 m) (with both rotors turning)
- قطر پروانه بالگرد: 43 ft 11 in (13.4 m)
- ارتفاع: 13 ft 5 in (4.1 m)
- وزن خالی: 6,610 lb (2,998 kg)
- بیشینه وزن برخاست: 10,000 lb (4,540 kg)
- پیشرانه هواگرد: ۱× Pratt & Whitney Canada T400-CP-400 توربوشفت, 1,800 shp (1,342 kW)  هرکدام
- قدرت نهایی خروجی 1,530 shp (1,125 kW)

 عملکرد 
- حداکثر سرعت مجاز: 190 knots (219 mph, 352 km/h)
- سرعت بیشینه: 152 knots (175 mph, 282 km/h)
- برد: 311 nmi (358 mi, 576 km)
- سقف پروازی: 10,500 ft (3,215 m)
- نرخ اوج‌گیری: 1,090 ft/min (5.54 m/s)

جنگ‌افزار

- مسلسل گاتلینگ سه‌لول ۲۰ میلی‌متری ام۱۹۷ (مدل سه‌لول و سبک شدهٔ ام۶۱ والکان)
- راکت و هوا به سطح ۷۰ میلی‌متری هیدرا
- موشک ضد تانک بی‌جی‌ام-۷۱ تاو
- موشک ضد تانک ای‌جی‌ام-۱۱۴ هلفایر در نمونه‌های AH-1W/Z
- موشک هوابه‌هوای ایم-۹ سایدوایندردر نمونه‌های AH-1W/Z